# Карухимби, Зура
Зура Карухимби (фр. Zura Karuhimbi; 1925, Гитарама, Руанда-Урунди — 17 декабря 2018, Руханго, Южная провинция) — руандийский общественный деятель. В 1994 году спасла более 100 человек от убийства ополченцами хуту во время геноцида тутси в Руанде. Целительница традиционной медицины, прятала беженцев в своем доме и сдерживала нападавших боевиков, притворяясь ведьмой. В 2006 году была награждена медалью за борьбу против геноцида президентом Руанды Полем Кагаме.

## Ранний период жизни
Дата рождения Зуры Карухимби неизвестна — некоторые источники указывают около 1909 года, но считается, что она родилась около 1925 года, согласно государственному удостоверению личности. Члены её семьи были народными целителями в деревне Мусамо в округе Руханго, примерно в часе езды от столицы страны Кигали. Она также стала целительницей и приобрела репутацию обладательницы магических способностей. Во время Социальной революции в Руанде стала свидетелем насилия между правящим меньшинством тутси и более многочисленным племенем хуту. Позже утверждала, что в 1959 году спасла жизнь двухлетнему мальчику тутси, привязав бусы из своего ожерелья к его волосам, чтобы он мог сойти за девочку и избежать казни хуту. Зура Карухимби заявила, что этот мальчик вырос и затем стал президентом Руанды Полем Кагаме.

## Геноцид в Руанде
Во время геноцида в Руанде в 1994 году, вызванного межплеменным насилием, в результате которого погибло более 800 000 человек, она была пожилой вдовой. Помогала тутси, а также бурундийцам и трём европейцам прятаться от вооружённых ополченцев хуту. Она спрятала беженцев в своём двухкомнатном доме и, возможно, в яме на своих полях. Всего спасла более 100 человек, в том числе младенцев, которые потеряли матерей.
Чтобы сдерживать ополченцев хуту, она использовала репутацию одержимой злыми духами. Чтобы усилить образ «ведьмы», она раскрасила себя и свой дом натуральными травами, которые при прикосновении вызывали раздражение. Утверждала, что в её доме обитают призраки, и пригрозила, что те, кто попытается войти, навлекут на себя злых духов и гнев Божий. Она подчеркивала свой образ, позвякивая браслетами на руках и угрожая, что, если какие-либо беженцы будут убиты в её доме, убийцы будут «копать себе могилы». Ополченцы попытались её подкупить, чтобы позволить им войти в дом, но она отказалась от денег. Все, кто нашел убежище у Зуры Карухимби, пережили геноцид.

## Поздний период жизни
После окончания геноцида она заявила, что является христианкой и что её колдовская деятельность была лишь средством сдерживания нападения. В 2006 году была награждена медалью Руанды за кампанию против геноцида президентом Полем Кагаме. Впоследствии она всегда носила эту медаль, кладя её под подушку перед сном. В более поздние годы продолжала жить в том же доме, который использовала для приюта беженцев, несмотря на то, что он разрушался в связи с износом. Проживала в нищете, за ней ухаживала племянница. Умерла в своём доме 17 декабря 2018 года.